# داگلاس رینالدی
داگلاس رینالدی (به پرتغالی: Douglas de Medeiros Rinaldi) بازیکن فوتبال اهل برزیل است که در شهر Erval Seco و در تاریخ ۲۹ اوت ۱۹۷۹ به دنیا آمده‌است.
داگلاس رینالدی در تیم‌های فوتبال Veranópolis، واتفورد، واتفورد، Ehime F.C.، Esportivo، União Frederiquense سابقهٔ حضور دارد.